# Yngve Stiernspetz
Yngve Stiernspetz (27. april 1887 – 4. april 1945) var en svensk gymnast som deltog i OL 1912 i Stockholm.
Stiernspetz blev olympisk mester i gymnastik under OL 1912 i Stockholm. Han var med på det svenske hold som vandt holdkonkurrencen for hold i svensk system. Hold fra tre nationer var med i konkurrencen, der blev afholdt på Stockholms Stadion. 